# Baroa punctibasalis
Baroa punctibasalis är en fjärilsart som beskrevs av Alfred Ernest Wileman och Reginald James West 1928.
Baroa punctibasalis ingår i släktet Baroa och familjen björnspinnare. Inga underarter finns listade i Catalogue of Life.